# Suzanne Voilquin
Suzanne Monnier, més coneguda com a Suzanne Voilquin (París, 1801-ibídem, 1877), va ser una periodista i escriptora feminista francesa.

## Biografia
En els seus texts i cartes va donar molta informació sobre la seva vida i arguments sobre les seves decisions.

### Joventut i orígens
Suzanne Monnier va néixer dins d'una família parisenca catòlica l'any 1801. Era filla d'un barreter. Rep una educació religiosa amb monges, perd la fe a l'adolescència. Treballa com a brodadora. L'any 1821 la seva mare mor d'un càncer després d'haver amagat la seva malaltia a la seva família. El 1825, amb 24 anys, Suzanne es casa amb Eugène Voilquin.

### Sansimoniana
Suzanne Voilquin té 29 anys quan la parella s'uneix al moviment saintsimonià en 1830. Aprecien la vida comunitària. A Eugène l'organització li confia una table d'hôtes al carrer Taitbout, en una de les cases de l'associació. És Suzanne qui dirigirà i gestionarà aquest restaurant comunitari. La sala servia també per a reunions dels saintsimonians. Suzanne Voilquin està ben integrada en la comunitat i es troba entre els deixebles més entusiastes de Prosper Enfantin, amb Cécile Fournel, Claire Bazard, Aglaé Santo-Hilaire, Desiree Véret, Casa-Reina Guindorf i Clorinde Rogé. La popularitat de Saint-Simonian i la seva creença en l'alliberament de les dones van posar en problemes el grup amb les autoritats franceses. Després d'un judici, Enfantin, Charles Duveyrier i Michel Chevalier van ser empresonats el 1832 i el moviment es va dispersar. Durant el cisma, es manté fidel a Enfantin, però aviat es troba exclosa com les altres dones de les reunions, que a partir de llavors només es produeixen entre homes a la casa de Ménilmontant on s'ha retirat Enfantin i els seus deixebles masculins.

### Periodista
Al principi del mes d'agost 1832, poc abans del procés dels saintsimonians, dues joves dones, Marie-Reine Guindorf i Désirée Véret, van abandonar la comunitat i van decidir crear un petit periòdic setmanal anomenat La Femme libre ('la dona lliure'). El caràcter feminista del periòdic està present des del primer moment, els articles només estan escrits per dones, obreres, que es reivindiquen proletàries i han decidit signar només amb el seu nom de pila, per deslligar-se del nom dels seus marits. Les fundadores demanen a Suzanne que s'incorpora al projecte i debuta en el segon lliurament de la revista amb un article que ella considera tímid, en el qual fa una crida a les dones al combat pacífic contra els abusos del sexe fort.
Algun temps més tard Marie-Reine Guindorf i Désirée Véret abandonen el periòdic per sumar-se al fourierisme i Suzanne Voilquin assumeix la direcció d'aquest. La seva primera decisió és de canviar el títol, La Femme Libre es converteix en Femme nouvelle ('Dona nova' o La Tribuna de les dones). Suzane considera que el nou nom és més ambigu però dona menys peu a les bromes. Els seus escrits van subratllar la necessitat dels drets de les dones per divorciar-se, educar-se i treballar. En particular, Suzanne va destacar la necessitat de la protecció de les mares. Suzanne subratlla que canviarà diverses vegades el nom en funcions dels textos publicats. Entre les joves que envolten a Suzanne, està Claire Démar, una jove apassionada que se suïcidarà el 3 d'agost de 1833 junt amb la seva amant, deixant el manuscrit 'Ma loi d'Avenir que li serà remès a Suzanne per Enfantin. El text fa olor de pólvora, Suzanne espera i no ho publica fins a la primavera de 1834, quan ha decidit tancar La Tribuna de les dones.
Amb l'alliberament d'Enfantin de la presó el 1834, Suzanne va acceptar la crida de Saint Simonian per difondre la paraula del moviment arreu del món. Va anunciar l'abril de 1834 que s'uniria a altres dones del moviment saintsimònia com Clorinde Roge i viatjarien a Egipte
per treballar amb metges, científics i enginyers francesos, inclòs Ferdinand de Lesseps. Suzanne es va comprometre a una Vida Activa, amb la qual cosa s'esforçaria per mostrar a altres dones que elles també podrien ser independents.

### Viatges i vida de "Propaganda Activa"
El treball va ser escàs a Egipte, on moltes persones van ser posades en quarantena a causa de la pesta. Suzanne va començar a ajudar un metge francès que li va ensenyar medicina a canvi de tutoritzar els seus fills egipcis. Va estudiar àrab i va aprendre medicina a la seva clínica i als harems, sovint amb roba masculina àrab. Suzanne va patir la plaga i, tot i que va sobreviure, moltes de les seves amigues, inclòs el metge i la seva família van sucumbir. Després d'aixó, Suzanne tornà a França.
A França, Suzanne es va certificar com a llevadora, va estudiar la homeopatia i va continuar treballant en nom de les dones, amb un intent infructuós de formar una associació materna per ajudar a mares joves el 1838. El treball va tornar a ser escàs i, necessitant-ho per donar-se suport a ella mateixa, el seu pare i el seu germà que era un pres polític, Suzanne va marxar a Rússia el 1839. La vida li va ser difícil a St. Petersburg, on va trobar poca feina, i el fred de l'hivern va afectar la seva salut. Va tornar a França el 1846.
Els drets de les dones van emergir de nou amb la Revolució francesa de 1848. Suzanne es va unir a altres feministes i dones del moviment saintsimonià incloent Eugénie Niboyet, Pauline Roland, Jeanne Deroin, Desirée Gay i Elisa Lemonnier per organitzar-se en nom de les dones amb problemes d'ocupació i educació, per escriure a  La Voix des Femmes . Suzanne va organitzar i fundar la Society of Midwives United. Amb el fracàs de la República, la manca de finançament i l'acció de govern hostil, Suzanne va tornar a marxar de França, aquesta vegada a Louisiana el 1848.
Hi ha pocs registres històrics de les activitats de Suzanne Voilquin a Nova Orleans. Ella es va unir a la seva germana, que va morir el 1849. Suzanne va tornar a França el 1860. Va publicar les seves memòries "Souvenirs d'une fille du people: ou la Saint-simonienne en Égypt" el 1866.
Suzanne Voilquin va morir a París el desembre de 1876 o el gener de 1877.

## Treballs

### Obres publicades
- Souvenirs d'une fille du peuple : ou, La saint-simonienne en Égypte, I. Sauzet, 1866. Réédition F. Maspero, 1978.
- Mémoires d'une saint-simonienne en Russie (1839-1846), Paris, Des Femmes, 1977

### Articles de premsa
- La femme nouvelle, 1a part : "Apostolat des femmes" ; 2a part : Tribune des femmes, Paris, [s.n.], 1832-1833 (Gallica bnf)